# Врачевич, Радомир Видосавович
Радомир Видосавович Врачевич (род. 19 мая 1999 года, Тимашёвск, Краснодарский край, Россия) — российский гандболист, линейный клуба «Мешков Брест» и сборной России. Мастер спорта России.

## Карьера
Мать русская, отец из Сербии. Начинал играть в гандбол в родном Тимашёвске на позиции полусреднего. Линейным стал, переехав в Ставрополь в клуб «Динамо-Виктор-УОР». Профессиональную карьеру начал в команде «Виктор». 
Играл за сборную России на чемпионате Европы 2022 года.

## Достижения
- Серебряный призер чемпионата России: 2019/20
- Бронзовый призёр чемпионат России 2020/21